# Język koriacki
Język koriacki – język paleoazjatycki z rodziny czukocko-kamczackiej, używany przez Koriaków.
Język ten używany jest w zachodnim skrawku Syberii – w środkowej części Kamczatki, zwłaszcza w Okręgu Koriackim.
Jest poważnie zagrożony wymarciem. Posługuje się nim niespełna 1700 osób (dane z 2010 r.). Jest wypierany przez język rosyjski; jeszcze w 1959 r. koriackim posługiwało się 99,6% Koriaków.
W edukacji wykorzystywany jest wyłącznie język rosyjski.
Bywa rozpatrywany łącznie z językiem alutorskim. Alutorski jest niekiedy określany jako dialekt koriackiego. W języku koriackim wyróżnia się 11 dialektów.
Piśmiennictwo od 1931 r., początkowo w alfabecie łacińskim, następnie cyrylicą.
Alfabet używany do zapisu języka koriackiego
| A a | B в | Є є | D d | E e | Ә ә | F f | G g |
| H h | I i | Ь ь | J j | K k | L l | M m | N n |
| N̡ n̡ | Ŋ ŋ | O o | P p | Q q | R r | S s | T t |
| Ţ ţ | U u | V v | W w | Ƶ ƶ |     |     |     |

| А а | Б б | В в | В' в' | Г г | Г' г' | Д д | Е е |
| Ё ё | Ж ж | З з | И и   | Й й | К к   | Ӄ ӄ | Л л |
| М м | Н н | Ӈ ӈ | О о   | П п | Р р   | С с | Т т |
| У у | Ф ф | Х х | Ц ц   | Ч ч | Ш ш   | Щ щ | Ъ ъ |
| Ы ы | Ь ь | Э э | Ю ю   | Я я |       |     |     |